# Anette Arvidsson
Kerstin Anette Ingrid Arvidsson, född 22 mars 1949 i Linköping, är en svensk skådespelare.

## Filmografi
- 1968 – Kvinnolek
- 1969 – Eva - den utstötta
- 1969 – Mej och dej
- 1969 – Åsa-Nisse i rekordform
- 1975 – Giliap

### Fotnoter
1. ↑  ”Anette Arvidsson”. Svensk Filmdatabas. http://www.sfi.se/sv/svensk-filmdatabas/Item/?type=PERSON&itemid=68378&ref=%2ftemplates%2fSwedishFilmSearchResult.aspx%3fid%3d1225%26epslanguage%3dsv%26searchword%3dAnette+Arvidsson%26type%3dPerson%26match%3dBegin%26page%3d1%26prom%3dFalse. Läst 24 september 2012.